# Coeliccia ambigua
Coeliccia ambigua là loài chuồn chuồn trong họ Platycnemididae. Loài này được Asahina miêu tả khoa học đầu tiên năm 1997.